# Ана Књазјева-Миненко
Ана Књазјева-Миненко (укр. Ганна Князєва-Міненко; Перејаслав-Хмељницки, 25. септембар 1989) је украјинска атлетичарка, која се такмичи у троскоку и повремено у скоку удаљ. Од 12. маја 2013. наступа за Израел. 
Од почетка учешћа на међународним такмичењима у троскоку, скоро увек се пласирала у финале, заузимајући од другог до шестог места. На Олимпијским играма у Лондону, наступајући за Украјину била је четврта, а на Светском првенству у Москви шеста као представница Израела.

## Значајнији резултати
| Сезона   | Такмичење                    | Локација                     | Плас.    | Дисциплина | Резултат | Детаљи   |
| Украјина | Украјина                     | Украјина                     | Украјина | Украјина   | Украјина | Украјина |
| -------- | ---------------------------- | ---------------------------- | -------- | ---------- | -------- | -------- |
| 2007     | Европско јуниорско првенство | Хенгело, Холандија           |          | Троскок    | 13,85 м  |          |
| 2008     | Светско јуниорско првенство  | Бидгошч, Пољска              | 4        | Троскок    | 13,61 м  |          |
| 2011     | Европско првенство У-23      | Острава, Чешка               | 5        | Троскок    | 13,61 м  |          |
| 2011     | Универзијада                 | Шенџен, Кина                 | 20       | Скок удаљ  | 5,94 м   |          |
| 2011     | Универзијада                 | Шенџен, Кина                 | 4        | Троскок    | 14,15 м  |          |
| 2012     | Олимпијске игре              | Лондон, Уједињено Краљевство | 4        | Троскок    | 14,56 м  |          |
| Израел   |                              |                              |          |            |          |          |
| 2013.    | Светско првенство            | Москва, Русија               | 6        | Троскок    | 14,33 м  |          |
| 2015.    | Европско првенство у дворани | Праг, Чешка                  |          | Троскок    | 14,49 м  |          |
| 2015.    | Европске игре                | Баку, Азербејџан             |          | Троскок    | 14,41 м  |          |
| 2015.    | Светско првенство            | Пекинг, Кина                 |          | Троскок    | 14,78 м  |          |

## Лични рекорди
стање. 11. новембар 2018.
на отвореном
Скок удаљ — 6,40 (+0,6), Јалта, 28. мај 2012.
Троскок — 14,78 (-9,1), Пекинг, 24, август 2015.
у дворани
Скок удаљ — 6,26, Кијев, 13. јануар 2012.
Троскок — 14,49, Праг, 8. март 2015.